# Fabi Saad
Fabiana Saad Niemeyer (São Paulo, 4 de fevereiro de 1985), conhecida como Fabi Saad, é empresária, escritora e comunicadora brasileira. Fundadora da plataforma Mulheres Positivas, atua no desenvolvimento e visibilidade feminina no mercado de trabalho.

## Biografia e Carreira
Fabi Saad é formada em Comunicação Social pela, com MBA em Marketing Digital pela FGV e especialização em Women Leadership pela Universidade de Oxford.
Iniciou sua trajetória profissional ainda jovem, com foco na valorização da mulher no mercado de trabalho. Fundou o Mulheres Positivas, um ecossistema global de capacitação feminina presente em diversos países, como Brasil, México, Colômbia e Espanha (Mujeres Positivas), Estados Unidos e Dubai (Positive Women), Itália (Women+), França (Femmes Positives) e Reino Unido (Empyrean You).  .
Foi idealizadora da plataforma SOS Mulher, voltada ao combate à violência contra a mulher, desenvolvida em parceria com o Governo do Estado de São Paulo.
Atualmente, é contratada da Record TV e Record News. Na Record News, comanda o programa “Mulheres Positivas”, no qual dá voz a histórias de transformação e liderança feminina. Já na Record TV, está no ar todos os sábados no “Fala Brasil”, promovendo encontros entre grandes líderes e mulheres em início de carreira, unindo inspiração e oportunidade.
Atuou como responsável pelos aplicativos da BandNews, BandSports, Terraviva e Agromais. 
É neta do fundador do Grupo Bandeirantes, João Jorge Saad, e sobrinha do atual presidente, João Carlos Saad. Na família materna, seu bisavô, Olindo Bitetti, foi fundador do Clube Lazio e seu avô, Luciano Ramella, atuou como jogador nos times, Juventus e Lazio, além de ter atuado também pela seleção Italiana.

## Livros
Fabi Saad é autora de seis livros sobre desenvolvimento profissional, liderança e protagonismo feminino:
1. “Empreendedoras. Coaching – Dicas de Mulheres Inspiradoras” (2015)
2. “Mulheres Positivas” (2017)
3. “Mais do que Mulher-Maravilha… Mulher real” (2021)
4. “Mulheres Positivas - 2ª Edição” (2022)
5. “Mulheres Positivas que Inspiram” (2024)
6. “Women Leaders and Sustainable Development for a Positive World” (2024) - Disponível em inglês, francês e árabe.

Seus livros abordam temas como carreira, liderança feminina, empreendedorismo e sustentabilidade, trazendo histórias inspiradoras de mulheres de sucesso.

## Reconhecimentos
- Eleita uma das 20 mulheres mais influentes do Brasil pela Forbes (2022).[7]
- Capa do jornal O Estado de S. Paulo.
- Capa da revista L’Officiel. [8]
- Capa da revista L’Officiel Colombia se consolidando como um símbolo de referência na defesa do empoderamento e da liderança feminina  [8]
- Capa da revista Womenpreneur, foi reconhecida como uma das 20 principais mulheres empreendedoras em Dubai para se acompanhar em 2025.
- Uma das 100 lideres mais influentes das Arabias de acordo com o Entrepreneurial Arabia
- Destaque nas páginas vermelhas da revista IstoÉ. [9]
- Apresentadora de programas na Record TV e Record News.
- Criadora da SOS Mulher, doada ao Governo do Estado de São Paulo [10].
- Destaque na mídia como referência sobre equidade de gênero na América do Sul.

## A Plataforma Mulheres Positivas
Criada por Fabi Saad, a Mulheres Positivas é uma empresa de impacto social dedicada a promover o desenvolvimento profissional e pessoal de mulheres por meio de soluções digitais.
O projeto conta com o apoio de mais de 220 empresas parceiras, entre elas grandes nomes como TIM Brasil, Grupo Carrefour, Accor, Stellantis, Visa, Microsoft, IBM, Oracle, Nestlé, Sodexo, Gol, C&A, Bosch, Bayer, B3, Heineken, Ambev, Dasa, Unilever, P&G, Pepsico e Mondelez.
O carro-chefe da operação é o aplicativo Mulheres Positivas, que já ultrapassou 420 mil downloads, tornando-se o maior portal de vagas afirmativas da América Latina, com mais de 1 milhão de usuárias cadastradas nas diferentes plataformas.
A atuação da plataforma se estrutura em quatro pilares:
1. Geração de renda, por meio da oferta de vagas de trabalho;
2. Capacitação, com cursos gratuitos e conteúdos formativos;
3. Segurança, com destaque para a funcionalidade Caminho Delas, indicada duas vezes em Cannes como projeto de apoio à segurança de mulheres;
4. Saúde, oferecendo apoio psicológico e benefícios voltados ao bem-estar feminino.

Além disso, a plataforma disponibiliza atendimento psicológico gratuito, mentoria, clube de vantagens, canal de suporte via WhatsApp e um mapa colaborativo de segurança, fortalecendo o ecossistema de apoio à mulher em diferentes áreas da vida.